# Liste des cantons de la Drôme

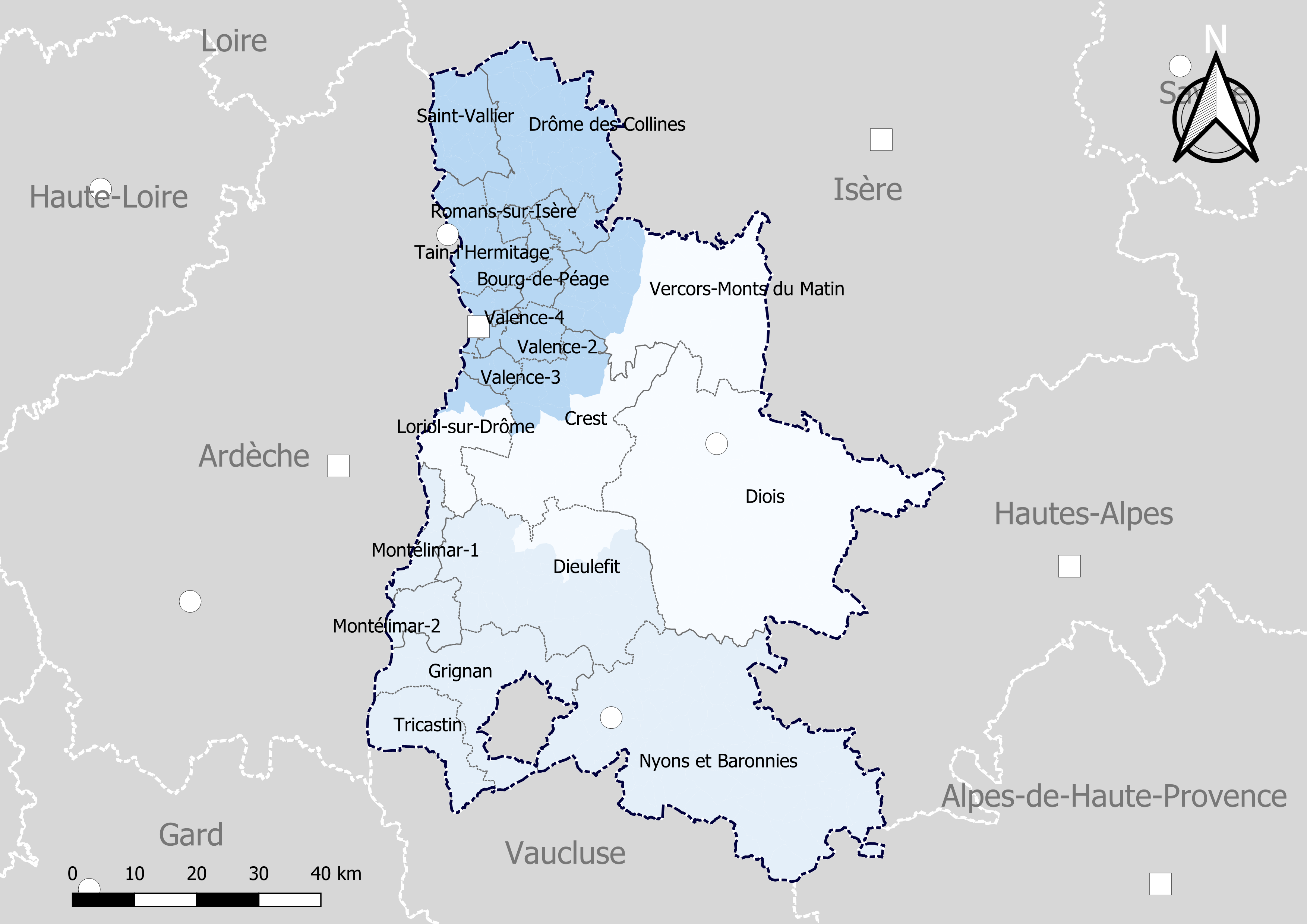
Découpage cantonal du département de la Drôme, avec en surimpression les arrondissements (en nuances de bleu). Carte arrêtée au 1er janvier 2019.

Le département de la Drôme compte 19 cantons depuis fin mars 2015, à la suite du redécoupage cantonal de 2014. De fin 1984 à fin mars 2015, il en comptait 36.

## Histoire

### Période de 1792 à 1984
Les limites du département furent plusieurs fois modifiées à la suite de l'annexion du Comtat Venaissin en 1792 puis de la création du département de Vaucluse en 1793. Les villes de Carpentras et Valréas, notamment, firent partie de la Drôme de façon éphémère. Ces modifications créèrent une enclave de Vaucluse dans la Drôme, le canton de Valréas, la plus grande enclave de ce genre en France.

### Période de 1984 à 2015

Carte des cantons de la Drôme avant 2015.

Depuis le dernier redécoupage cantonal de 1984 qui a en particulier remplacé les cantons de Valence-I, Valence-II et Valence-III par 4 nouveaux cantons (Valence-I, Valence-II, Valence-III et Valence-IV), le département de la Drôme comptait 36 cantons.
Liste des 36 cantons de la Drôme, par arrondissement :
| Arrondissement de Die (9 cantons)      | Canton de Bourdeaux - Canton de La Chapelle-en-Vercors - Canton de Châtillon-en-Diois - Canton de Crest-Nord - Canton de Crest-Sud - Canton de Die - Canton de Luc-en-Diois - Canton de La Motte-Chalancon - Canton de Saillans |
| Arrondissement de Nyons (11 cantons)   | Canton de Buis-les-Baronnies - Canton de Dieulefit - Canton de Grignan - Canton de Marsanne - Canton de Montélimar-1 - Canton de Montélimar-2 - Canton de Nyons - Canton de Pierrelatte - Canton de Rémuzat - Canton de Saint-Paul-Trois-Châteaux - Canton de Séderon |
| Arrondissement de Valence (16 cantons) | Canton de Bourg-de-Péage - Canton de Bourg-lès-Valence - Canton de Chabeuil - Canton du Grand-Serre - Canton de Loriol-sur-Drôme - Canton de Portes-lès-Valence - Canton de Romans-sur-Isère-1 - Canton de Romans-sur-Isère-2 - Canton de Saint-Donat-sur-l'Herbasse - Canton de Saint-Jean-en-Royans - Canton de Saint-Vallier - Canton de Tain-l'Hermitage - Canton de Valence-1 - Canton de Valence-2 - Canton de Valence-3 - Canton de Valence-4 |

### Redécoupage cantonal de 2014

Carte des cantons de la Drôme.

Dans la poursuite de la réforme territoriale engagée en 2010, l'Assemblée nationale adopte définitivement le 17 avril 2013 la réforme du mode de scrutin pour les élections départementales destinée à garantir la parité hommes/femmes. Les lois (loi organique 2013-402 et loi 2013-403) sont promulguées le 17 mai 2013. Un nouveau découpage territorial est défini par décret du 20 février 2014 pour le département de la Drôme. Celui-ci entre en vigueur lors du premier renouvellement général des assemblées départementales suivant la publication du décret, soit en mars 2015. Les conseillers départementaux sont élus au scrutin majoritaire binominal mixte. Les électeurs de chaque canton éliront au Conseil départemental, nouvelle appellation des Conseils généraux, deux membres de sexe différent, qui se présenteront en binôme de candidats. Les conseillers départementaux seront élus pour 6 ans au scrutin binominal majoritaire à deux tours, l'accès au second tour nécessitant 10 % des inscrits au 1er tour. En outre la totalité des conseillers départementaux est renouvelée.
Ce nouveau mode de scrutin nécessite un redécoupage des cantons dont le nombre est divisé par deux avec arrondi à l'unité impaire supérieure si ce nombre n'est pas entier impair et avec des conditions de seuils minimaux. Dans la Drôme le nombre de cantons passe ainsi de 36 à 19.
Les critères du remodelage cantonal sont les suivants : le territoire de chaque canton doit être défini sur des bases essentiellement démographiques, le territoire de chaque canton doit être continu et les communes de moins de 3 500 habitants sont entièrement comprises dans le même canton. Il n’est fait référence, ni aux limites des arrondissements, ni à celles des circonscriptions législatives.
Conformément à de multiples décisions du Conseil constitutionnel depuis 1985 et notamment sa décision no 2010-618 DC du 9 décembre 2010, il est admis que le principe d’égalité des électeurs au regard des critères démographiques est respecté lorsque le ratio conseiller/habitant de la circonscription est compris dans une fourchette de 20 % de part et d'autre du ratio moyen conseiller/habitant du département. Pour le département de la Drôme, la population de référence est la population légale en vigueur au 1er janvier 2013, à savoir la population millésimée 2010, soit 484 715 habitants. Avec 19 cantons la population moyenne par conseiller départemental est de 25 511 habitants. Ainsi la population de chaque nouveau canton doit-elle être comprise entre 20 409 habitants et 30 614 habitants pour respecter le principe de l'égalité citoyenne au vu des critères démographiques.

## Composition actuelle

### Composition détaillée
| No | Nom du Canton          | Bureau centralisateur      | Population 2010                    | Écart /moyenne | Nombre de communes entières   | Communes composant le canton |
| -- | ---------------------- | -------------------------- | ---------------------------------- | -------------- | ----------------------------- | --- |
| 1  | Bourg-de-Péage         | Bourg-de-Péage             | 12 536 + fraction Romans-sur-Isère |                | 2 + fraction Romans-sur-Isère | 1° Les communes suivantes : Alixan, Bourg-de-Péage. 2° La partie de la commune de Romans-sur-Isère non incluse dans le canton de Romans-sur-Isère. |
| 2  | Crest                  | Crest                      | 26 658                             | 1,04           | 28                            | Aouste-sur-Sye, Autichamp, Barcelonne, La Baume-Cornillane, Beaufort-sur-Gervanne, Chabrillan, Châteaudouble, Cobonne, Combovin, Crest, Divajeu, Eurre, Gigors-et-Lozeron, Grane, Mirabel-et-Blacons, Montclar-sur-Gervanne, Montmeyran, Montvendre, Omblèze, Ourches, Peyrus, Piégros-la-Clastre, Plan-de-Baix, La Répara-Auriples, La Roche-sur-Grane, Suze, Upie, Vaunaveys-la-Rochette. |
| 3  | Dieulefit              | Dieulefit                  | 22 052                             | 0,86           | 44                            | Aleyrac, La Bâtie-Rolland, La Bégude-de-Mazenc, Bézaudun-sur-Bîne, Bonlieu-sur-Roubion, Bourdeaux, Bouvières, Charols, Cléon-d'Andran, Comps, Condillac, Crupies, Dieulefit, Eyzahut, Félines-sur-Rimandoule, Francillon-sur-Roubion, La Laupie, Manas, Marsanne, Montjoux, Mornans, Orcinas, Le Poët-Célard, Le Poët-Laval, Pont-de-Barret, Portes-en-Valdaine, Puygiron, Puy-Saint-Martin, Rochebaudin, Rochefort-en-Valdaine, Roche-Saint-Secret-Béconne, Roynac, Saint-Gervais-sur-Roubion, Saint-Marcel-les-Sauzet, Salettes, Saou, Sauzet, Souspierre, Soyans, Teyssières, Les Tonils, La Touche, Truinas, Vesc. |
| 4  | Le Diois               | Die                        | 13 283                             | 0,52           | 62                            | Arnayon, Aubenasson, Aucelon, Aurel, Barnave, Barsac, La Bâtie-des-Fonds, Beaumont-en-Diois, Beaurières, Bellegarde-en-Diois, Boulc, Brette, Chalancon, Chamaloc, Charens, Chastel-Arnaud, Châtillon-en-Diois, La Chaudière, Die, Espenel, Establet, Eygluy-Escoulin, Glandage, Gumiane, Jonchères, Laval-d'Aix, Lesches-en-Diois, Luc-en-Diois, Lus-la-Croix-Haute, Marignac-en-Diois, Menglon, Miscon, Montlaur-en-Diois, Montmaur-en-Diois, La Motte-Chalancon, Pennes-le-Sec, Ponet-et-Saint-Auban, Pontaix, Poyols, Pradelle, Les Prés, Recoubeau-Jansac, Rimon-et-Savel, Rochefourchat, Romeyer, Rottier, Saillans, Saint-Andéol, Saint-Benoit-en-Diois, Saint-Dizier-en-Diois, Saint-Julien-en-Quint, Saint-Nazaire-le-Désert, Saint-Roman, Saint-Sauveur-en-Diois, Sainte-Croix, Solaure-en-Diois, Vachères-en-Quint, Val-Maravel, Valdrôme, Vercheny, Véronne, Volvent. |
| 5  | Drôme des collines     | Saint-Donat-sur-l'Herbasse | 25 712                             | 1,01           | 31                            | Arthémonay, Bathernay, Bren, Le Chalon, Charmes-sur-l'Herbasse, Châteauneuf-de-Galaure, Chavannes, Crépol, Épinouze, Geyssans, Le Grand-Serre, Hauterives, Lapeyrouse-Mornay, Lens-Lestang, Manthes, Margès, Marsaz, Montchenu, Montmiral, Moras-en-Valloire, Parnans, Ratières, Saint-Avit, Saint-Christophe-et-le-Laris, Saint-Donat-sur-l'Herbasse, Saint-Laurent-d'Onay, Saint-Martin-d'Août, Saint-Michel-sur-Savasse, Saint-Sorlin-en-Valloire, Tersanne, Valherbasse. |
| 6  | Grignan                | Grignan                    | 20 416                             | 0,8            | 21                            | La Baume-de-Transit, Bouchet, Chamaret, Chantemerle-lès-Grignan, Colonzelle, Donzère, Les Granges-Gontardes, Grignan, Malataverne, Montbrison-sur-Lez, Montjoyer, Montségur-sur-Lauzon, Le Pègue, Réauville, Roussas, Rousset-les-Vignes, Saint-Pantaléon-les-Vignes, Salles-sous-Bois, Taulignan, Tulette, Valaurie. |
| 7  | Loriol-sur-Drôme       | Loriol-sur-Drôme           | 25 005                             | 0,98           | 8                             | Allex, Ambonil, Cliousclat, Étoile-sur-Rhône, Livron-sur-Drôme, Loriol-sur-Drôme, Mirmande, Montoison. |
| 8  | Montélimar-1           | Montélimar                 | 6 130 + fraction Montélimar        |                | 5 + fraction Montélimar       | 1° Les communes suivantes : Ancône, La Coucourde, Saulce-sur-Rhône, Savasse, Les Tourrettes. 2° La partie de la commune de Montélimar située au nord du Roubion. |
| 9  | Montélimar-2           | Montélimar                 | 7 113 + fraction Montélimar        |                | 4 + fraction Montélimar       | 1° Les communes suivantes : Allan, Châteauneuf-du-Rhône, Espeluche, Montboucher-sur-Jabron. 2° La partie de la commune de Montélimar située au sud du Roubion. |
| 10 | Nyons et Baronnies     | Nyons                      | 22 702                             | 0,89           | 73                            | Arpavon, Aubres, Aulan, Ballons, Barret-de-Lioure, Beauvoisin, Bellecombe-Tarendol, Bénivay-Ollon, Bésignan, Buis-les-Baronnies, La Charce, Châteauneuf-de-Bordette, Chaudebonne, Chauvac-Laux-Montaux, Condorcet, Cornillac, Cornillon-sur-l'Oule, Curnier, Eygalayes, Eygaliers, Eyroles, Ferrassières, Izon-la-Bruisse, Laborel, Lachau, Lemps, Mérindol-les-Oliviers, Mévouillon, Mirabel-aux-Baronnies, Mollans-sur-Ouvèze, Montauban-sur-l'Ouvèze, Montaulieu, Montbrun-les-Bains, Montferrand-la-Fare, Montfroc, Montguers, Montréal-les-Sources, Nyons, Pelonne, La Penne-sur-l'Ouvèze, Piégon, Pierrelongue, Les Pilles, Plaisians, Le Poët-en-Percip, Le Poët-Sigillat, Pommerol, Propiac, Reilhanette, Rémuzat, Rioms, Rochebrune, La Roche-sur-le-Buis, La Rochette-du-Buis, Roussieux, Sahune, Saint-Auban-sur-l'Ouvèze, Saint-Ferréol-Trente-Pas, Sainte-Jalle, Saint-Maurice-sur-Eygues, Saint-May, Saint-Sauveur-Gouvernet, Sainte-Euphémie-sur-Ouvèze, Séderon, Valouse, Venterol, Verclause, Vercoiran, Vers-sur-Méouge, Villebois-les-Pins, Villeperdrix, Vinsobres. |
| 11 | Romans-sur-Isère       | Romans-sur-Isère           | 13 074 + fraction Romans-sur-Isère |                | 8 + fraction Romans-sur-Isère | 1° Les communes suivantes : Châtillon-Saint-Jean, Clérieux, Génissieux, Mours-Saint-Eusèbe, Peyrins, Saint-Bardoux, Saint-Paul-lès-Romans, Triors. 2° La partie de la commune de Romans-sur-Isère située à l'est d'une ligne définie par l'axe des voies et limites suivantes : depuis la limite territoriale de la commune de Mours - Saint - Eusèbe, avenue de Saint - Donat (route départementale 53), rue Théodore-Monod, rue de la Gloriette, avenue Jean - Moulin, avenue de la Première-Armée, avenue Georges-Pompidou, rue des Charmilles, rue Guynemer, rue Brémond, avenue Emile-Zola, passage supérieur Evariste-Galois, ligne de chemin de fer de Valence à Moirans, avenue Jean-Moulin, place Carnot, boulevard de la Libération, rond-point Paul - Deval, rue Marc - Antoine - Julien - de - la - Drôme, place de l'Eperon, côte des Masses, rue du Faubourg - de - Clérieux, avenue du Chanoine-Jules-Chevalier, quai Sainte - Claire, place de la Presle, rue Fontessort, rue Percherie, côte des Poids-et-Farines, petite rue Neuve, rue du Refuge, rue Rebatte, rue des Remparts - Jacquemart, rue Jacquemart, place Charles-de-Gaulle, côte Sainte-Ursule, place du 75e - Régiment - d'Infanterie, place Jean-Jaurès, rond-point de l'Europe, avenue Gambetta, rue Ampère, avenue Adolphe-Figuet, rue de l'Isère, pont du Maréchal - de - Lattre - de -Tassigny, route départementale 2092 N, jusqu'à la limite territoriale de la commune de Bourg-de-Péage. |
| 12 | Saint-Vallier          | Saint-Vallier              | 25 610                             | 1              | 13                            | Albon, Andancette, Anneyron, Beausemblant, Claveyson, Fay-le-Clos, Laveyron, Ponsas, Saint-Barthélemy-de-Vals, Saint-Jean-de-Galaure, Saint-Rambert-d'Albon, Saint-Uze, Saint-Vallier. |
| 13 | Tain-l'Hermitage       | Tain-l'Hermitage           | 26 101                             | 1,02           | 14                            | Beaumont-Monteux, Chanos-Curson, Chantemerle-les-Blés, Châteauneuf-sur-Isère, Crozes-Hermitage, Érôme, Gervans, Granges-les-Beaumont, Larnage, Mercurol-Veaunes, Pont-de-l'Isère, La Roche-de-Glun, Serves-sur-Rhône, Tain-l'Hermitage. |
| 14 | Le Tricastin           | Pierrelatte                | 28 471                             | 1,12           | 8                             | Clansayes, La Garde-Adhémar, Pierrelatte, Rochegude, Saint-Paul-Trois-Châteaux, Saint-Restitut, Solérieux, Suze-la-Rousse. |
| 15 | Valence-1              | Valence                    | 23 916 + fraction Valence          |                | 2 + fraction Valence          | 1° Les communes suivantes : Bourg-lès-Valence, Saint-Marcel-lès-Valence. 2° La partie de la commune de Valence située à l'est d'une ligne définie par l'axe des voies et limites suivantes : depuis la limite territoriale de la commune de Bourg-lès-Valence, rue de la Belle-Meunière, route de Romans, route nationale 532, boulevard John-Fitzgerald-Kennedy, boulevard Winston-Churchill, rue Wolfgang-Amadeus-Mozart, chemin des Huguenots, chemin de Thabor, rue Emmanuel-Chabrier, route de Montélier (route départementale 119), jusqu'à la limite territoriale de la commune de Chabeuil. |
| 16 | Valence-2              | Valence                    | 13 442 + fraction Valence          |                | 3 + fraction Valence          | 1° Les communes suivantes : Chabeuil, Malissard, Montélier. 2° La partie de la commune de Valence située à l'est d'une ligne définie par l'axe des voies et limites suivantes : depuis la limite territoriale de la commune de Chabeuil, route de Montélier (route départementale 119), rue Emmanuel-Chabrier, chemin de Thabor, chemin des Huguenots, rue Wolfgang-Amadeus-Mozart, boulevard Winston-Churchill, boulevard John-Fitzgerald-Kennedy, avenue de Romans, sentier des Contrebandiers, avenue de Chabeuil, chemin de la Caserne-Baquet, avenue du Grand-Charran, avenue du Colonel-Driant, rue Faventines, chemin de Robinson, chemin de Laprat, chemin du Colombier, boulevard du Maréchal-Juin, chemin des Baumes, avenue des Baumes, rue de la Palla, rue Henri-Senebier, ligne de chemin de fer de Paris à Vintimille (jusqu'à la liaison assurant la continuité du réseau autoroutier, route nationale 7), route de Beauvallon (route départementale 111), jusqu'à la limite territoriale de la commune de Portes-lès-Valence. |
| 17 | Valence-3              | Valence                    | 16 689 + fraction Valence          |                | 4 + fraction Valence          | 1° Les communes suivantes : Beaumont-lès-Valence, Beauvallon, Montéléger, Portes-lès-Valence. 2° La partie de la commune de Valence située au sud d'une ligne définie par l'axe des voies et limites suivantes : depuis la limite territoriale de la commune de Guilherand-Granges, pont Frédéric-Mistral, avenue de Provence, avenue de la Comète, avenue Maurice-Faure, rue François-Mésangère, avenue Victor-Hugo, rue de la Cécile, rue Paul-Bert, rue Joseph-Corcelle, cours Voltaire, rue Châteauvert, chemin du Thon, rue des Moulins, rue Jean-Pierre-Florian, chemin de Robinson, chemin de Laprat, chemin du Colombier, boulevard du Maréchal-Juin, chemin des Baumes, avenue des Baumes, rue de la Palla, rue Henri-Senebier, ligne de chemin de fer de Paris à Vintimille (jusqu'à la liaison assurant la continuité du réseau autoroutier, route nationale 7), route de Beauvallon (route départementale 111), jusqu'à la limite territoriale de la commune de Portes-lès-Valence. |
| 18 | Valence-4              | Valence                    | fraction Valence                   |                | fraction Valence              | Partie de la commune de Valence non incluse dans les cantons de Valence-1, Valence-2 et Valence-3. |
| 19 | Vercors-Monts du Matin | Chatuzange-le-Goubet       | 23 727                             | 0,93           | 30                            | Barbières, La Baume-d'Hostun, Beauregard-Baret, Bésayes, Bouvante, Le Chaffal, La Chapelle-en-Vercors, Charpey, Chatuzange-le-Goubet, Échevis, Eymeux, Hostun, Jaillans, Léoncel, Marches, La Motte-Fanjas, Oriol-en-Royans, Rochechinard, Rochefort-Samson, Saint-Agnan-en-Vercors, Saint-Jean-en-Royans, Saint-Julien-en-Vercors, Saint-Laurent-en-Royans, Saint-Martin-en-Vercors, Saint-Martin-le-Colonel, Saint-Nazaire-en-Royans, Saint-Thomas-en-Royans, Saint-Vincent-la-Commanderie, Sainte-Eulalie-en-Royans, Vassieux-en-Vercors. |
|    |                        |                            | 484 715                            |                | 369                           | |

### Répartition par arrondissement
Contrairement à l'ancien découpage où chaque canton était inclus à l'intérieur d'un seul arrondissement, le nouveau découpage territorial s'affranchit des limites des arrondissements. Certains cantons peuvent être composés de communes appartenant à des arrondissements différents. Dans le département de la Drôme, c'est le cas de quatre cantons (Crest, Dieulefit, Loriol-sur-Drôme, Vercors-Monts du Matin).
Le tableau suivant présente la répartition par arrondissement :
| No | Canton                 | Die | Nyons                   | Valence                       | Total                   |
| -- | ---------------------- | --- | ----------------------- | ----------------------------- | ----------------------- |
| 1  | Bourg-de-Péage         |     |                         | 2 + fraction Romans-sur-Isère | 2                       |
| 2  | Crest                  | 20  |                         | 8                             | 28                      |
| 3  | Dieulefit              | 13  | 30                      | 1                             | 44                      |
| 4  | Le Diois               | 64  |                         |                               | 64                      |
| 5  | Drôme des collines     |     |                         | 33                            | 33                      |
| 6  | Grignan                |     | 21                      |                               | 21                      |
| 7  | Loriol-sur-Drôme       | 2   |                         | 6                             | 8                       |
| 8  | Montélimar-1           |     | 5 + fraction Montélimar |                               | 5 + fraction Montélimar |
| 9  | Montélimar-2           |     | 4 + fraction Montélimar |                               | 4 + fraction Montélimar |
| 10 | Nyons et Baronnies     |     | 73                      |                               | 73                      |
| 11 | Romans-sur-Isère       |     |                         | 8 + fraction Romans-sur-Isère | 8                       |
| 12 | Saint-Vallier          |     |                         | 14                            | 14                      |
| 13 | Tain-l'Hermitage       |     |                         | 15                            | 15                      |
| 14 | Le Tricastin           |     | 8                       |                               | 8                       |
| 15 | Valence-1              |     |                         | 2 + fraction Valence          | 2 + fraction Valence    |
| 16 | Valence-2              |     |                         | 3 + fraction Valence          | 3 + fraction Valence    |
| 17 | Valence-3              |     |                         | 4 + fraction Valence          | 4 + fraction Valence    |
| 18 | Valence-4              |     |                         | fraction Valence              | fraction Valence        |
| 19 | Vercors-Monts du Matin | 5   |                         | 25                            | 30                      |
|    |                        | 104 | 142                     | 123                           | 369                     |